# Ejército Imperial Japonés
El Ejército Imperial Japonés (大日本帝國陸軍 Dai-Nippon Teikoku Rikugun?) fue el ejército de tierra del Imperio de Japón desde 1867 hasta 1945. Formaron parte de las Fuerzas Armadas Imperiales.

## Origen y uso del término
Aunque su nombre oficial es Ejército del Gran Imperio del Japón (大日本帝國陸軍 Dai-Nippon Teikoku Rikugun?), fue conocido coloquialmente con otros nombres, como Ejército japonés (日本陸軍 Nippon Rikugun?), Ejército Imperial (帝国陸軍 Teikoku Rikugun?) o simplemente Ejército (陸軍  Rikugun?).
Debido a que fue desarticulado tras la rendición japonesa que puso fin a la Segunda Guerra Mundial, actualmente se le ha añadido el kanji 旧 (antiguo o pasado), por lo que hoy en día también es conocido en Japón como Antiguo Ejército japonés (旧日本陸軍 Kyū-Nippon rikugun?). 

## Historia

### Fundación
Durante la Restauración Meiji. Las fuerzas militares leales al Emperador de Japón fueron samuráis que provenían principalmente de los han de Satsuma y Chōshū. Después del destronamiento del Shogunato Tokugawa y el establecimiento de la Era Meiji, cuyo gobierno estaba modelado al estilo europeo, surgió un Ejército más formal, leal al gobierno central y que no pertenecía a dominios individuales, ya que se reconocía que era necesario preservar la independencia de Japón frente al imperialismo occidental.

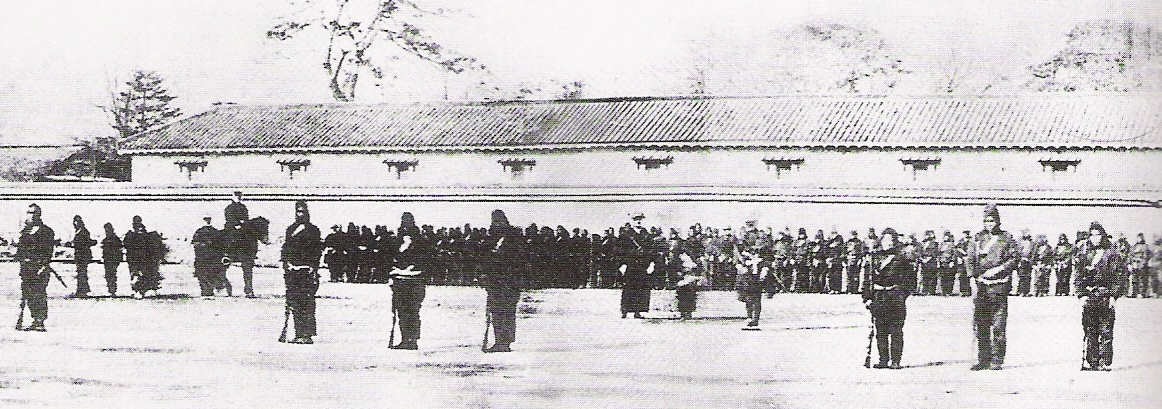
Entrenamiento de las tropas del Shogunato Tokugawa por la Misión Militar Francesa a Japón en 1867, poco antes de la Guerra Boshin (1868-1869) que condujo a la Restauración Meiji.

Este ejército central se volvió esencial después de la abolición del sistema han en 1871. Para reformar las fuerzas militares, el gobierno impuso el reclutamiento forzoso en todo el país en 1873, ordenando que todo varón mayor de 21 años sirviera en las fuerzas armadas durante 3 años. Una de las diferencias entre los samuráis y el campesinado fue el derecho a portar armas; este antiguo privilegio lo tendría ahora cada japonés varón. 
Esto originó una serie de disturbios provocados por samuráis descontentos. Uno de los más importantes fue el que lideró Saigō Takamori con la Rebelión Satsuma, que terminó derivando en una guerra civil. Esta rebelión puso a prueba a los reclutas del recién formado Ejército Imperial, que estaban entrenados con armas y tácticas occidentales, a pesar de que el núcleo del nuevo ejército fuera la fuerza policial de Tokio, que consistía en antiguos samuráis.

### Asesoramiento extranjero
El Ejército Imperial Japonés se desarrolló con la ayuda de asesores franceses, a través de la Segunda (1872-1880) y la Tercera Misión Militar Francesa a Japón (1884-1889). Sin embargo, la victoria alemana en la Guerra Franco-Prusiana hizo que el Gobierno japonés dirigiese sus miras al modelo prusiano, contratando a dos asesores alemanes: el mayor Jacob Meckel (remplazado por von Wildenbrück en 1888) y el capitán von Blankenbourg, para entrenar a los oficiales del Estado Mayor japonés desde 1886 hasta abril de 1890. El Estado Mayor del Ejército Imperial Japonés, creado siguiendo el modelo del Generalstab prusiano, se estableció en 1878 directamente bajo mando del Emperador de Japón, y se le dio amplios poderes para la planificación y estrategia militar.
Otro asesor militar extranjero de renombre fue el mayor italiano Pompeo Grillo, que trabajó en la fundición de Osaka de 1884 a 1888, seguido del mayor Quaratezi (1889-1890) y el capitán neerlandés Schermeck, que asesoró en la mejora de las defensas costeras de 1883 a 1886. Japón no utilizó asesores militares extranjeros entre 1890 y 1918, hasta una nueva misión militar francesa tras la Primera Guerra Mundial, liderada por el comandante Jacques-Paul Faure, que solicitó asesorar en el desarrollo del Servicio Aéreo del Ejército Imperial Japonés.

### Expedición a Taiwán
La Expedición a Taiwán de 1874 fue una expedición punitiva por parte de las fuerzas armadas japonesas en respuesta al asesinato de 54 tripulantes de un navío mercante de las Islas Ryūkyū naufragado, cometido por aborígenes paiwan en el extremo suroeste de Taiwán, en diciembre de 1871. Fue el primer despliegue en el extranjero del Ejército y la Armada Imperial Japonesa.

### Rebelión Satsuma
Las nuevas reformas y la modernización de Japón generaron un grave y creciente descontento entre la clase samurái. Una de las principales revueltas fue liderada por Saigō Takamori, la Rebelión Satsuma, que acabaría convirtiéndose en una guerra civil. Fue sofocada utilizando el nuevo Ejército Imperial, instruido en armamento y tácticas occidentales, y cuyo núcleo estaba formado por agentes de policía de Tokio, en su mayoría antiguos samuráis.

## Estructura de mando
Era controlado por el Cuartel General del Ejército Imperial Japonés (参謀本部 Sanbō Honbu?) y por el Ministerio de Guerra (陸軍省 Rikugunshō?), ambos subordinados al Emperador de Japón por su condición de comandante supremo del Ejército y la Armada. Posteriormente, la Inspección General de Aviación del Ejército se convertiría en la tercera agencia encargada de supervisar el desempeño del ejército. Durante tiempos de guerra o de emergencia nacional, las funciones de mando a nivel práctico del Emperador se centralizaban en el Cuartel General Imperial, un cuerpo ad hoc compuesto por el jefe y el subjefe del Estado Mayor del Ejército, el ministro de la Guerra, el jefe y el subjefe del Estado Mayor de Armada, el inspector general de Aviación del Ejército y el inspector general de Entrenamiento Militar.
- Comandante Supremo: Emperador de Japón (天皇 tennō, lit. "soberano celestial?)
  - Cuartel General Imperial (大本営 Daihon'ei?) (!)
    - Oficina del Estado Mayor del Ejército Imperial Japonés (参謀本部 Sanbō Honbu?)
    - Ministerio de la Guerra (陸軍省 Rikugunshō?)
    - Oficina del Inspector General de Entrenamiento Militar (教育総監部 Kyoiku sokanbu?)
    - Oficina del Inspector General de Aviación del Ejército (陸軍航空総監部 Rikugun kogun koku sokambu?)